# Pedro Weber Chatanuga
Pedro Manuel Weber Chávez (1933. november 27. – 2016. március 22.) mexikói színész.

## Élete
Bár karrierjének kevés köze van a politikához, Weber volt a keresztapja a korábbi mexikói elnöknek, Manuel Avila Camachónak. Anyja szeretett zongorázni és festeni. 2004-ben szív- és érrendszeri problémái voltak, majd több hetes terápiába kezdett, mert testtömege meghaladta a 120 kg-ot.
A Teatro Blanquita, egy zenés vígjáték show, amin öt évig dolgozott.
2013-ban az Amores Verdaderos sorozattal tért vissza a kamerák elé és ezután 80 évesen jelentette be, hogy beteg lábai ellenére is, amíg él nem áll le a forgatásokkal. Magyarországon először 1999-ben tűnt fel a képernyőn a Titkok és szerelmek című szappanoperában, ahol kulcs szerepet kapott.Szerepel még a Barátok és szerelmekben, a Mexikói éjszakában, a Szerelempárlatban a Mindörökké szerelemben és A Rabok és szeretőkben.

## Telenovellák
- Amores verdaderos (2012) El Mezcalitos
- Hasta que el Dinero nos Separe (2009) Gastón de la Parra
- Rebelde (2004/2006) Peter
- Cómplices al Rescate (2001/2002) Giuseppe
- Navidad sin Fin (2001) Lencho
- Aventuras en el tiempo (2001) Manuel
- Carita de ángel (2001) Jurado
- Barátok és szerelmek Locura de amor (2000/2001) Faustino Cisneros
- Cuento de Navidad (1999/2000) Empregado
- Titkok és szerelmek El privilegio de amar (1998/1999) Pedro Trujollo
- Canción de amor (1995/1996) Elías
- Aguletas de color rosa (1994/1995) Nicolás
- Baila conmigo (1992) Placido
- Alcanzar una estrella (1991) Ricardo
- Vivir un poco (1985) Modelo
- Las Aventuras de Lenguardo (1985) Chata
- El Mundo de Luis de Alba (1978)
- El Comanche (1973) Eriel